# SNCF TGV 듀플렉스
SNCF TGV 듀플렉스(프랑스어: SNCF TGV Duplex)는 프랑스의 국철인 SNCF와 OUIGO에서 운영하는 TGV 계열의 프랑스 고속철도이다. TGV계열 열차들 중에서는 독특한 2층 열차구조로 되어 있다. TGV 듀플렉스는 3세대 TGV 열차 시대의 시작을 알리는 열차이자, 포화된 고속선에서의 수용 능력을 향상시키기 위해 특별 설계된 열차이다. 듀플렉스는 정원 545명인 2층 열차구조를 채용하여 열차 하나가 수송할 수 있는 승객의 수를 최대화했다. 비록 TGV 듀플렉스는 TGV 열차들의 한 부분으로 시작했지만, 시간이 지나면서 TGV 체계에서 큰 축을 담당하는 열차가 되었다. 현재 운행 구간은 LGV 에스트선을 제외한 전 TGV 노선이다.

## 듀플렉스가 나오게 된 배경

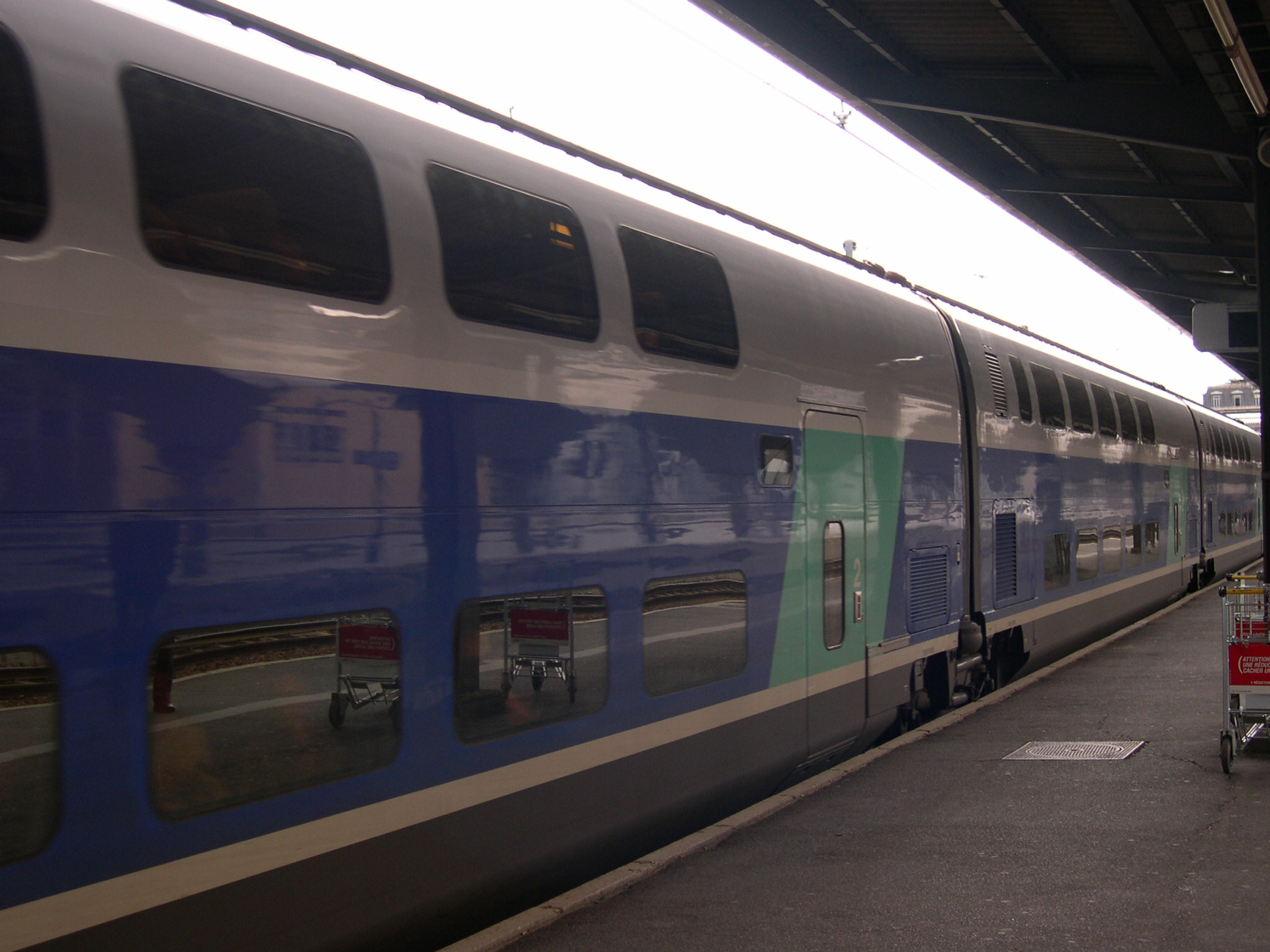
SNCF TGV 듀플렉스 객차

고속선의 수용 능력이 한계에 다다르게 된 경우, 이 수용 능력을 해결하기 위한 몇가지 방법이 있다. 가장 확실한 방법은 열차운전간격을 단축시켜 열차를 추가로 투입하는 것이지만, 이를 위해서는 높은 감속력을 가진 브레이크와 더 복잡한 신호체계가 필요하다. 그러나 몇몇 고속선로에서 운전시격은 이미 TGV계열에서 최대로 단축가능한 시격인 3분까지 단축되어 있었고, 브레이크 개선과 신호개선을 통한 해결은 기술적인 어려움에 직면하게 되어 좀 더 매력적인 다른 해결방법이 필요하게 되었다.
파리와 리옹을 잇는 LGV 남동선(LGV Sud-Est)은 프랑스에서 가장 혼잡한 고속선으로, 1981년 개업이래로 수용 능력이 급속도로 포화되기 시작했다. 이 포화문제를 경감하는 방법은 두 열차를 병결하여 운행하는 방법이지만, 이 방법조차도 충분한 용량을 제공하지 못했고, 이런 병결열차를 정차시키기 위해 역의 승강장 길이를 늘려야 하는 단점이 있었다. 이런 상황에서 용량문제를 해결하기 위해서는 한 열차의 수송능력을 높일 수 밖에 없었다. 그래서 나온 것이 TGV 듀플렉스로, 2층구조로 제작되어 기존 단층구조의 TGV보다 45%더 많은 승객을 태울 수 있다. 다른 TGV 열차들처럼, TGV 듀플렉스도 다른 듀플렉스 열차와 병결운행이 가능하다. 가장 일반적으로 보이는 병결형태는 TGV 듀플렉스와 SNCF TGV 레조와의 병결이다.

## 역사
듀플렉스 열차의 실현 가능성에 관한 연구는 1987년에 완료되었다. 도시간 고속열차보다 통근 및 지역철도에서 더 많이 사용되던 2층열차에 대한 승객의 반응을 측정하기 위해, 1988년에 실제크기의 목업이 세워졌다. SNCF TGV 쉬드-에스트 모델을 기반으로 테스트에 들어갔고 1990년에 TGV-2N 계약을 체결했다. 1991년에 최초로 생산에 들어갔고 1994년에 SNCF TGV 쉬드-에스트 동력차를 편성해 영업 최고 속도 290km를 달성했다. 당시 듀플렉스 동력차가 개발이 되지 않았기 때문에 SNCF TGV 레조의 동력차와 편성해 시범 운행에 들어갔다. 1995년 6월에 동력차가 개발되면서 객차와 편성이 되었다.

## 듀플렉스가 이뤄낸 혁신들
가장 중요한 혁신은 듀플렉스의 디자인이라고 할 수 있다. 종래의 SNCF TGV 쉬드-에스트 열차와 듀플렉스 열차를 비교했을 때, 듀플렉스의 이층열차 디자인이 무게당 출력비(Power-to-weight ratio)와 출력중량비에서 우위임을 보여준다.
|                      | 출력중량비 (Power-to-weight ratio) (kW/톤) | 무게/좌석 (톤) | 출력/좌석 (kW) |
| -------------------- | ------------------------------------------ | -------------- | -------------- |
| SNCF TGV 쉬드-에스트 | 17                                         | 1.10           | 18.34          |
| TGV 듀플렉스         | 23                                         | 0.7            | 16.15          |

(이 비교에서 출력은 설계출력을 의미하며, 운전시 모든 출력이 사용되지 않는다.)
- 알루미늄 차체- 엄격한 축중 17톤 제한은 열차 무게를 감량할 수 밖에 없게 만들었다. 알루미늄 사출방식(독일의 ICE에서 사용된 적이 있다)의 제작은 열차 무게의 20%를 줄이는 것을 가능하게 했다.
- 공기역학적인 동력차 설계-동력차는 객차와 차체높이에 차이가 있기 때문에, 300 km/h주행시에 나오는 공기 저항을 줄이려는 목적으로 매끄러운 유선형으로 제작되었다. Réseau 및 그 이전에 제작된 열차와 비교해 볼 경우, 듀플렉스의 공기 저항 증가는 4%로 억제된다. 이전 타입의 동력차는 잭 쿠퍼 (Jacques Cooper)에 의해 디자인 되어 있었으나, Duplex 편성은 산업 디자이너 로제 타론 (Roger Tallon)에 의해 디자인 되었다. 이 디자인의 변경으로 열차의 운전대는 기존 좌측배치에서 중앙배치로 바뀌었는데, 이는 복선 우측통행구간에서의 운전을 고려한 것으로 보인다. 2006년까지 낙성된 동력차의 전장품은 Atlantique 편성과 Réseau 편성이 공통이다.
- 내충격성- 크러시 존(crush zone, 충돌시 찌그러져서 충격을 완충하는 구역)과 견고한 객실이 충돌사고시에 최대한 안전을 보장해준다. 동력차의 골격은 정상적인 상태에서 정면 500톤의 충격에도 견딜 수 있도록 설계되었고, 충격을 흡수할 수 있는 구조로 되어있다.
- 능동적인 팬터그래프-듀플렉스에 사용된 Faiveley CX 팬터그래프는 공기역학적으로 움직이는 능동제어시스템을 갖고있는 능동식 싱글 암형이다. 팬터그래프를 밀어올리는 힘은 공기압에 의해 제어된다. 어떤 속도에서도 가선과 팬터그래프가 최적의 접촉상태를 유지하고 이선을 방지하기 위해, 팬터그래프 상부에 설치된 2기의 소형 공기압 실린더가 전기습판의 높낮이를 조정한다.
- 전차륜 디스크 브레이크-유로스타 열차를 포함한 초기의 TGV열차들은 비구동축에만 디스크 브레이크가 사용되었다. 듀플렉스 동력차에 늘어난 무게는, 구동축에 일반적으로 사용되던 답면브레이크 대신에 디스크 브레이크를 설치하도록 만들었다. 비록 이것은 감속성능을 크게 향상시켜주지는 못하지만, 차륜답면을 부드럽게 유지시켜주며 제동시 소음을 상당히 줄여준다.
- 높아진 냉각팬 정숙성-TGV 동력차의 냉각팬은 열차가 역 안에 있을 때 현저한 소음을 발생시켰다. 동력차의 천장에 있는 냉각팬은 더 조용하도록 재설계되었다.
- 세계에서 가장 빠른 열차- 2007년에, 짧은 형태의 TGV 듀플렉스가 세계 열차 최고 속도기록인 574.8km/h를 경신했다.

## 세부 모델

### SNCF TGV 레조 듀플렉스

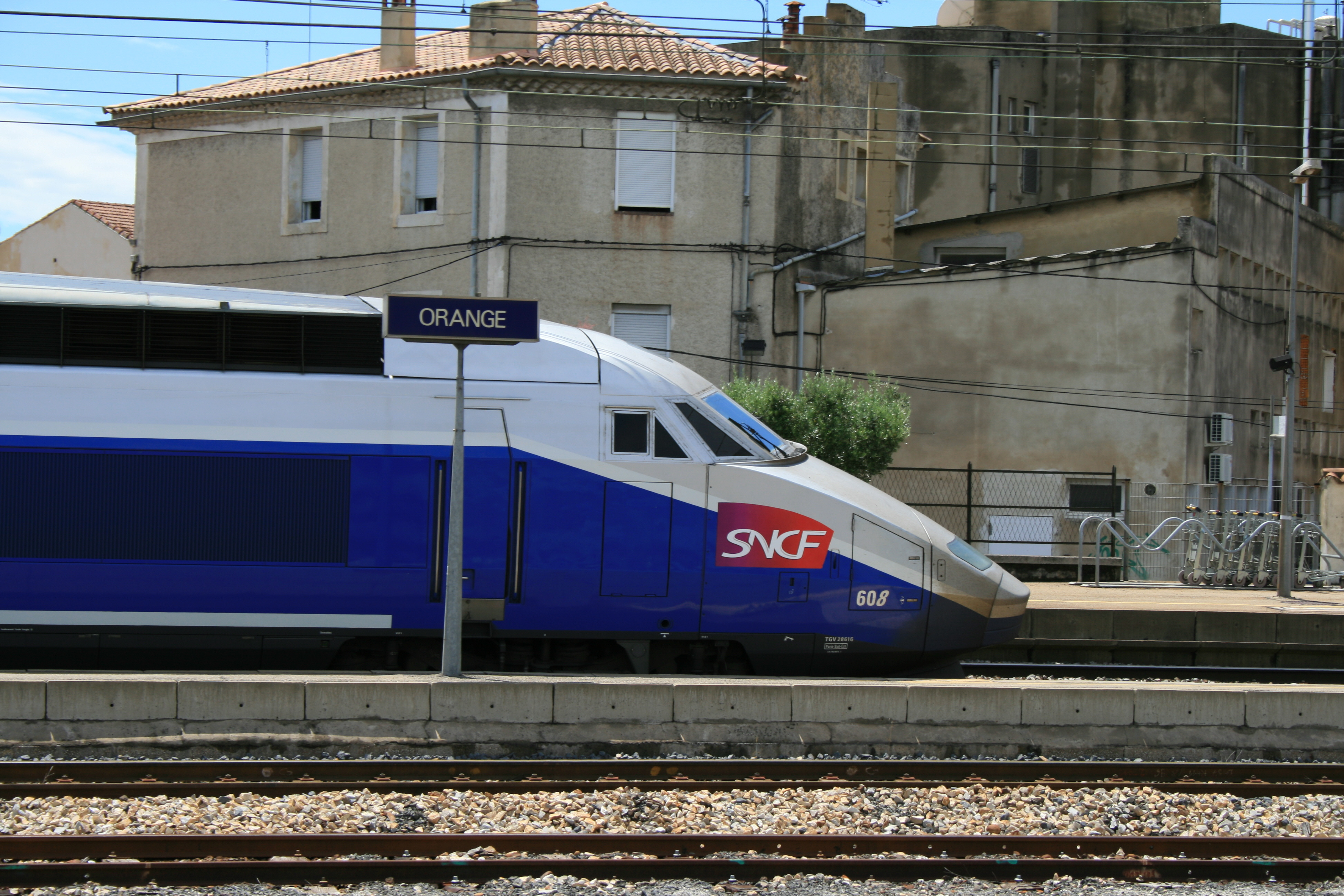
TGV 레조 듀플렉스

SNCF TGV 레조 듀플렉스(프랑스어: SNCF TGV Réseau Duplex)는 열차번호가 600번대를 사용하고 있으며 현재 19편성이 운용하고 있다. 당시 TGV POS 편성이 도입되면서 남은 TGV 레조 동력차와 듀플렉스 객차와 재편성되었다.
TGV POS 편성을 추가로 발주하면서 19편성의 듀플렉스 주문이 변경되었다.
- 남은 38개의 TGV 레조 선두차와 듀플렉스 객차를 재편성했다.
- 듀플렉스 버전을 기반으로 새로운 동력차를 도입했고 독일철도와 스위스 연방 철도 노선 투입이 가능했다.

모든 열차의 경우 듀플렉스 편성과 동일하다. 여기서 "duplex" (소문자 "d")의 경우 19편성의 열차에 부여되었고 번호는 601호에서 619호까지 부여되었다.

### SNCF TGV 듀플렉스 대시

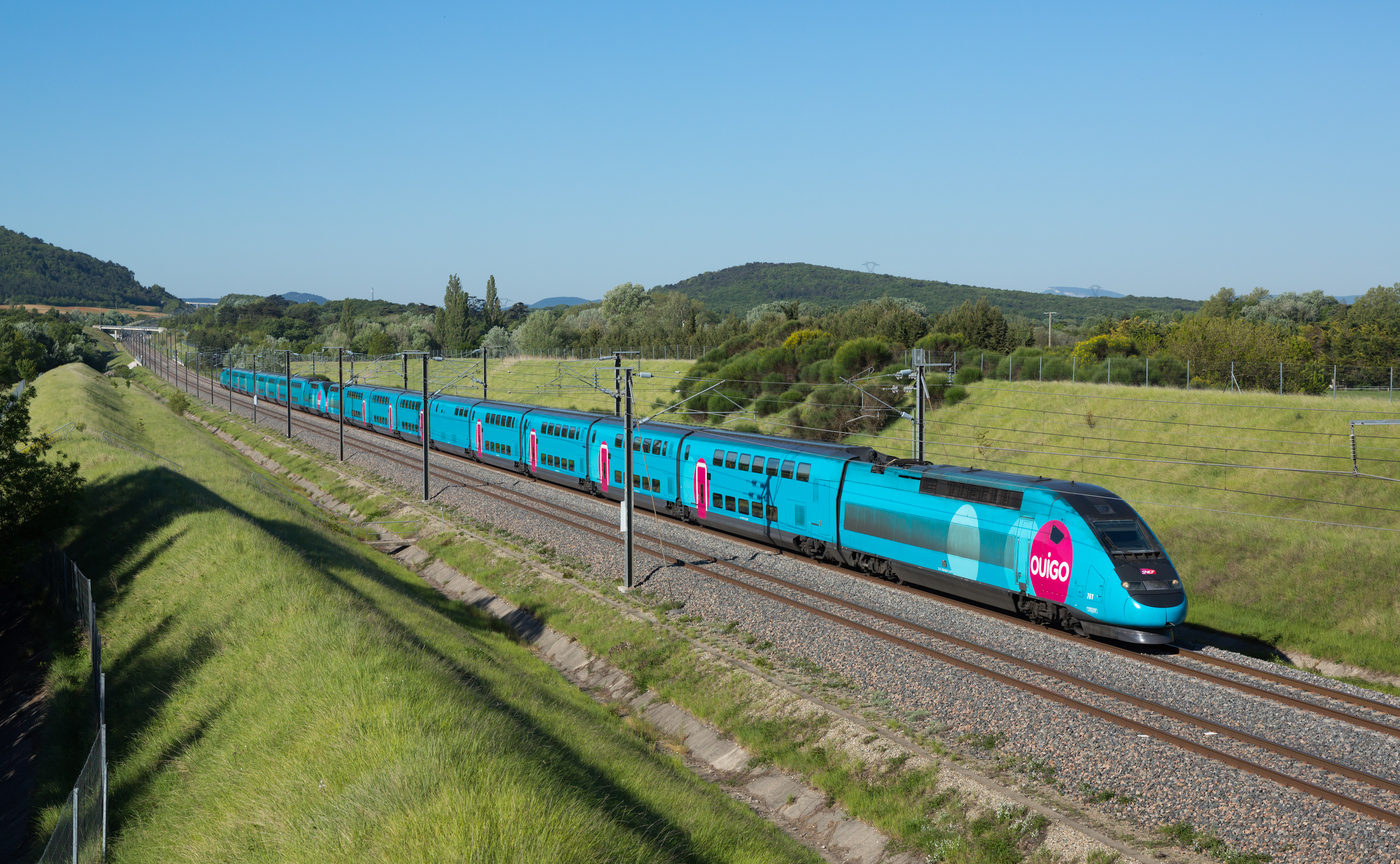
OUIGO의 TGV 듀플렉스 대시

SNCF TGV 듀플렉스 대시(프랑스어: SNCF TGV Duplex Dasye)는 듀플렉스 비동기 전송 방식 ERTMS의 줄인말이다. 이 열차는 기존의 듀플렉스 모델과 동일하나 내부 디자인이 변경되었다.
모든 열차는 700번대로 부여되었다. TGV POS와 동일한 유형의 모터가 장착된 새로운 파워 트레인의 특징으로 ERTMS가 탑재되었다. 2006년에 701호가 최초로 도입되었고 레조 듀플렉스 619호와 시운전을 위해 도입했다. 시운전 후 2008년 2월부터 최초로 운행에 들어갔다.
2007년 6월에 SNCF는 25편성을 추가로 주문했다. 그 중 일부 편성은 유로듀플렉스 유형과 동일하며 55편성의 경우 프랑스, 독일, 스위스를 잇는 노선에 도입하기 위해 주문했다. 알스톰은 유로듀플렉스로 불린다.
최근에 개통된 LGV 랭-론 노선의 경우 95편성의 유로듀플렉스가 투입되었다. 2012년 4월에 SNCF에서 발주한 55편성과 추가로 발주된 50편성이 있다.

### 유로트레인

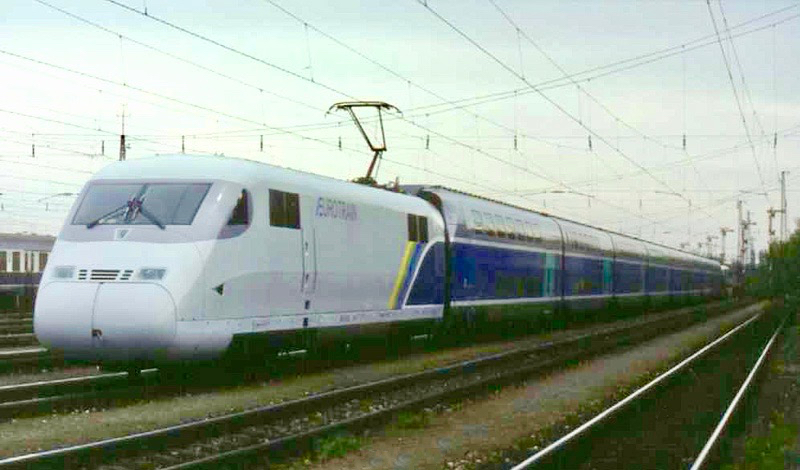
유로트레인

유로트레인(영어: Eurotrain)은 지멘스와 알스톰이 1996년에 아시아 시작에 진출하기 위해 개발되었다. 1997년에 타이완 고속철도의 핵심 시스템을 공급하기 위해 다른 나라와 경쟁 했으며 이후 입찰자로 선정했다.
1998년에 지멘스와 알스톰 컨소시엄은 3편성을 결합해 시범 열차를 제작했다. 동력차의 경우 ICE 2 차량을 활용했고 객차의 경우 듀플렉스 객차를 활용했다. 1998년 5월에 독일의 하노버-뷔르츠부르크 고속철도에서 영업 최고 속도가 316km를 기록했다.
2000년 12월에, 타이완 고속철도가 신칸센 컨소시엄으로 최종 선정되면서, 법적 분쟁으로 이어지게 되었다. 2004년에 소송이 모두 끝났다.

## 같이 보기
- SNCF TGV POS
- 탈리스

## 사진

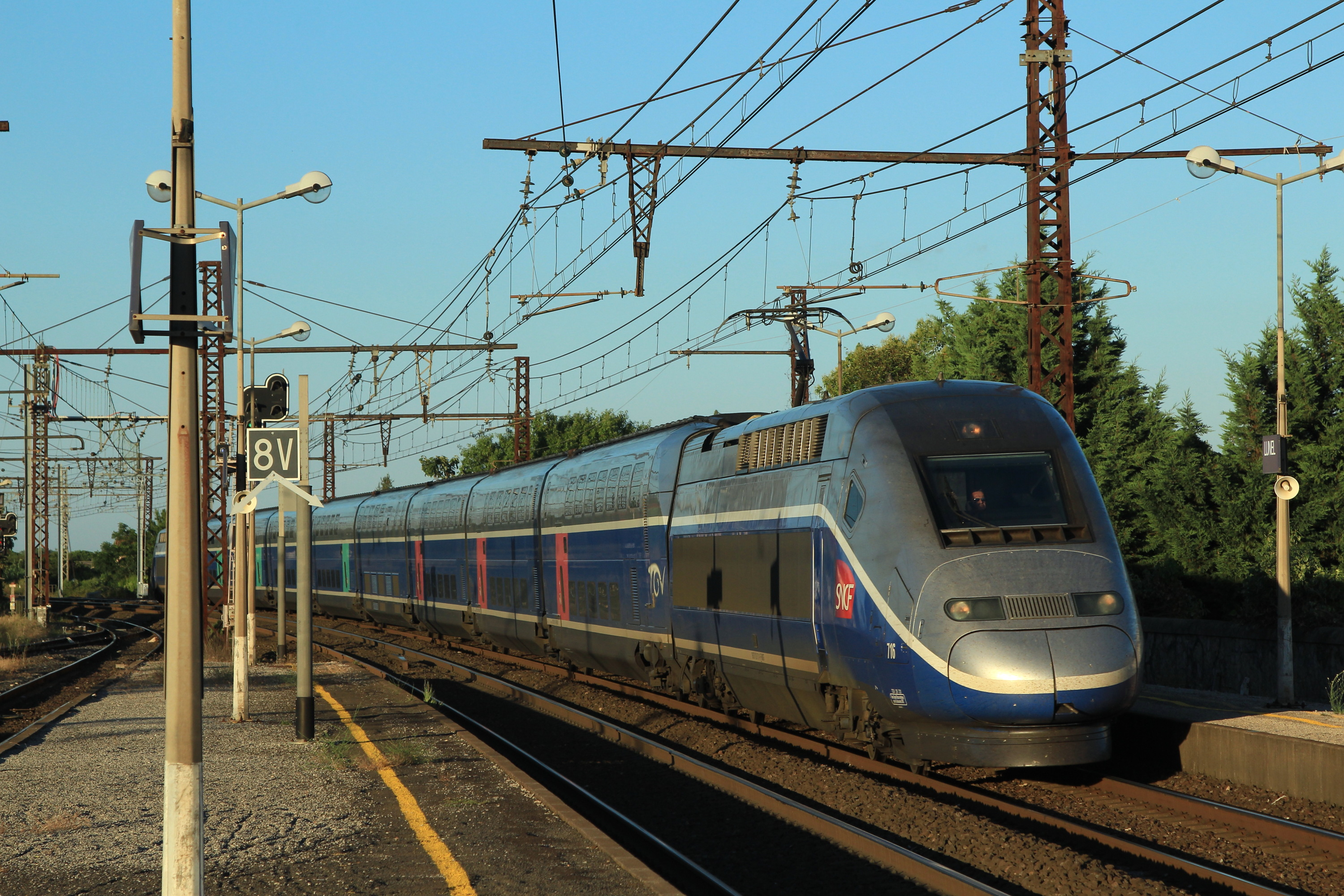
TGV 듀플렉스 대시 716호
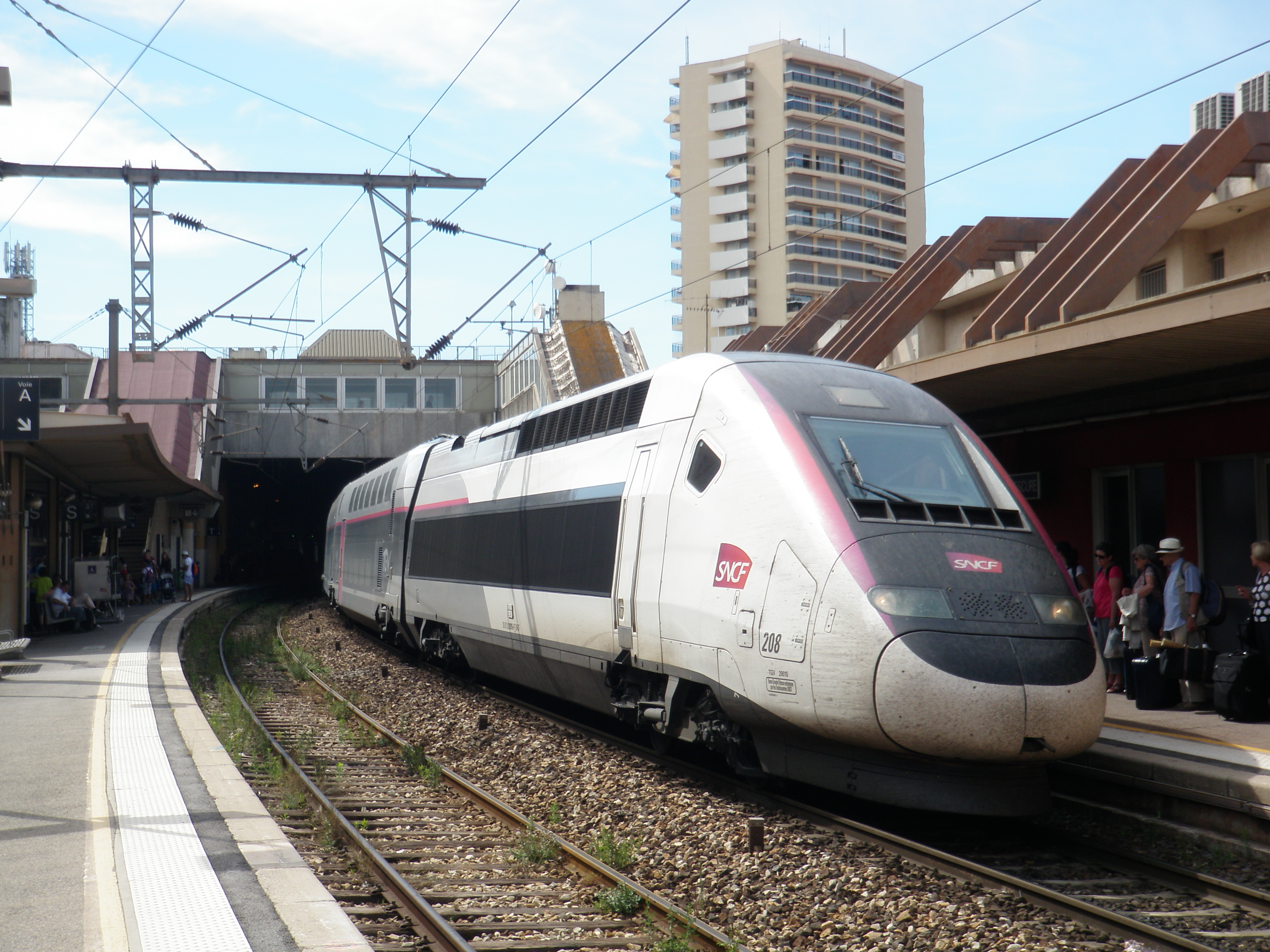
TGV 듀플렉스 208호
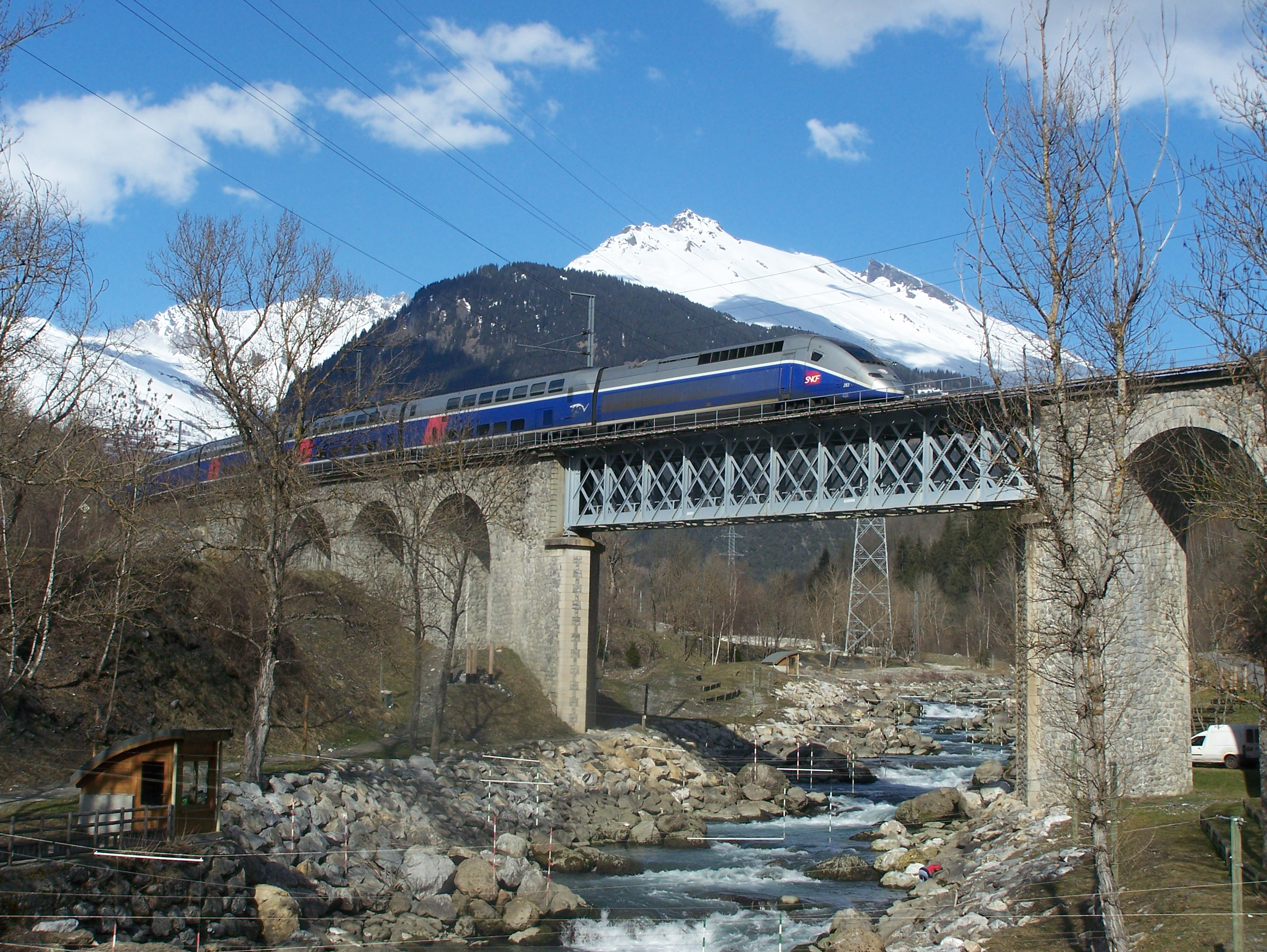
TGV 듀플렉스 283호
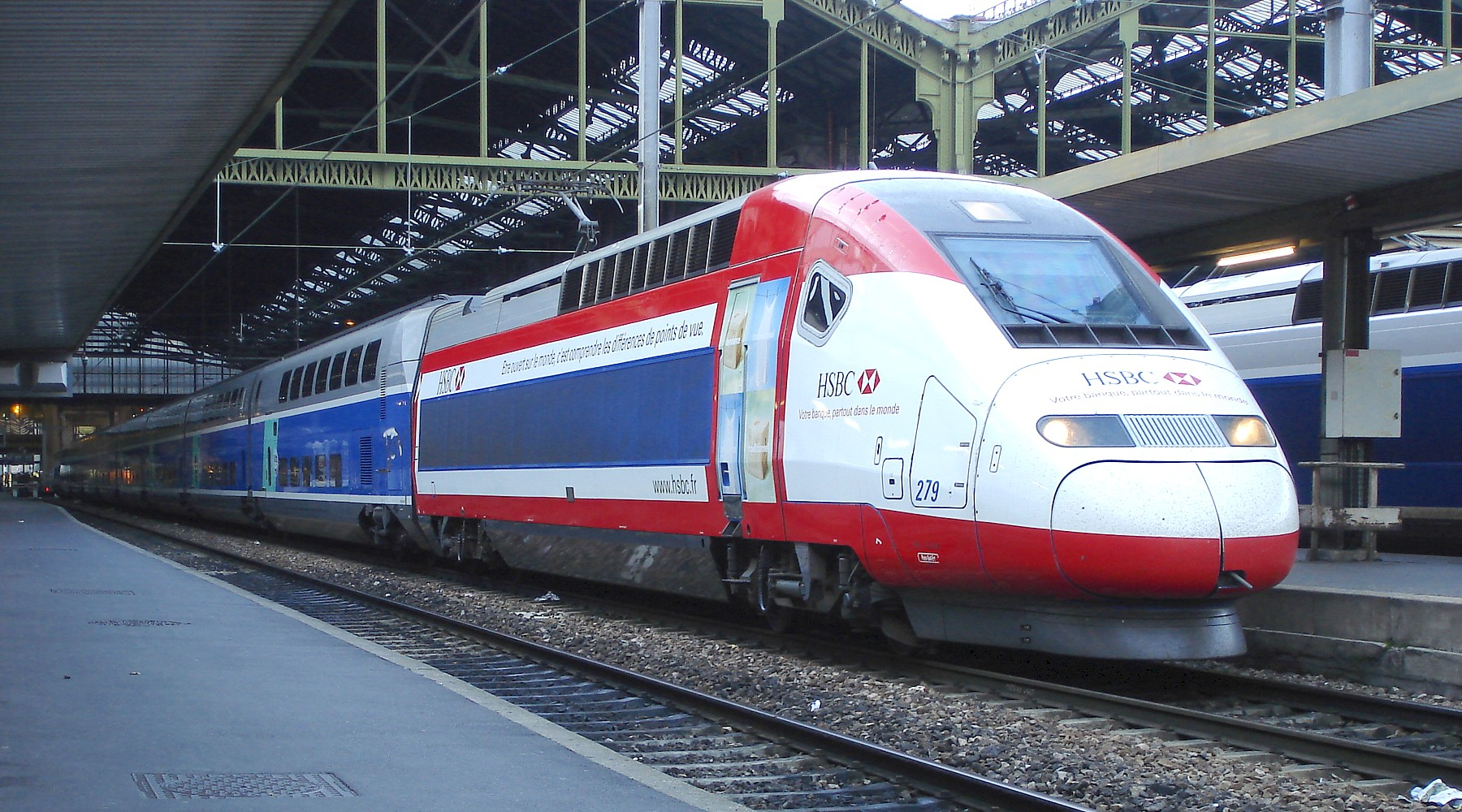
TGV 듀플렉스 279호
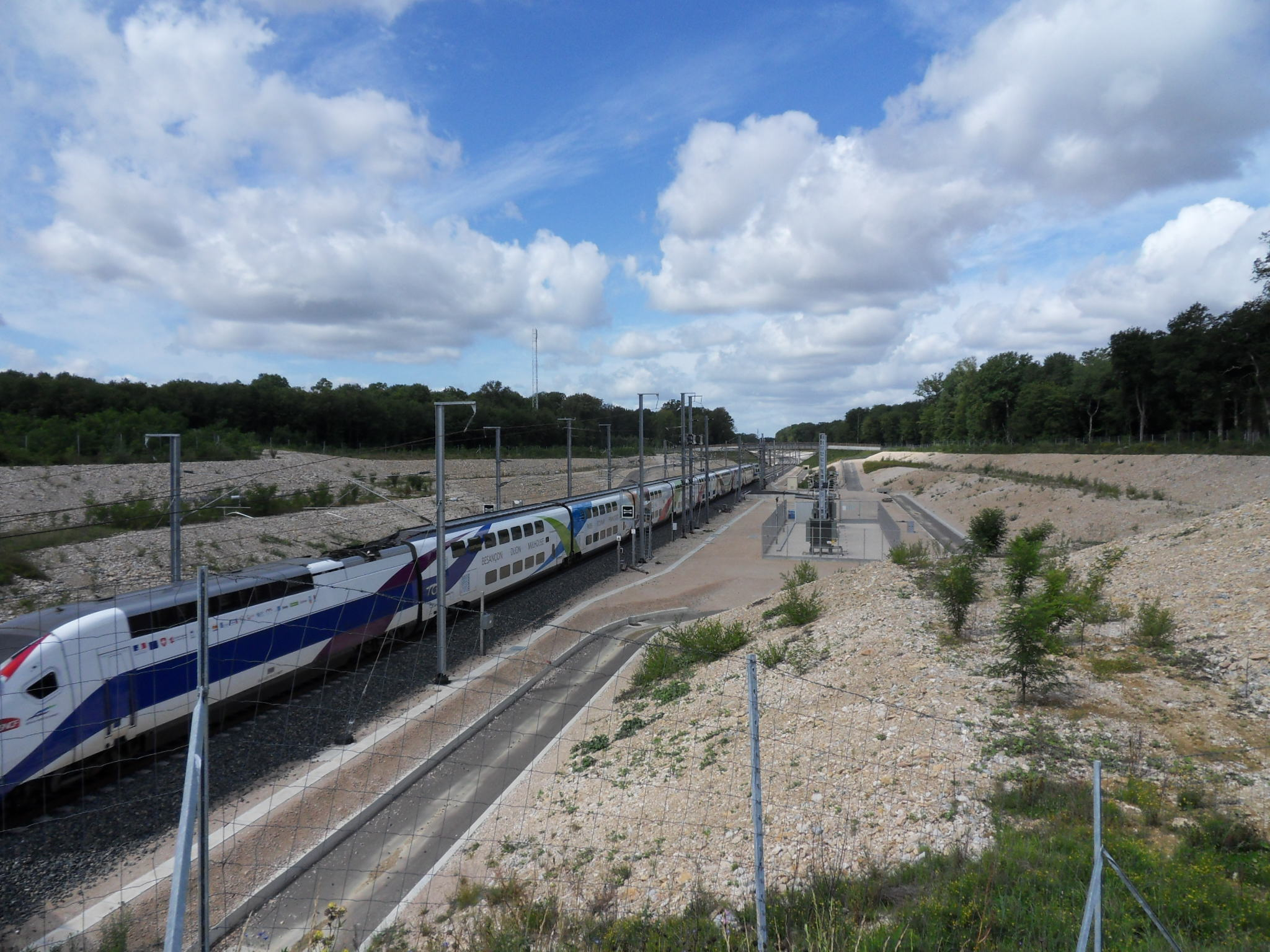
TGV 듀플렉스 대시 746호
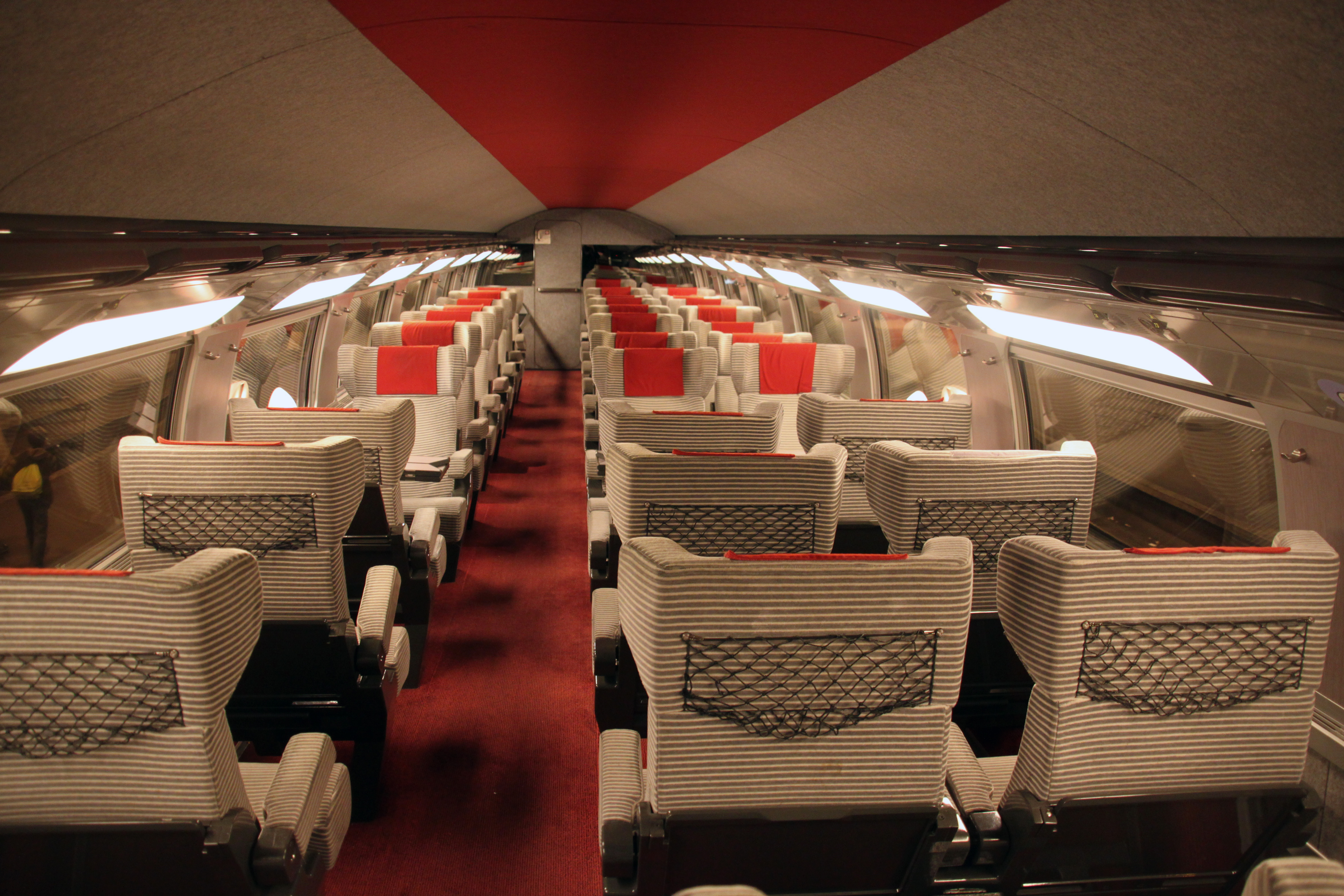
1등석 내부
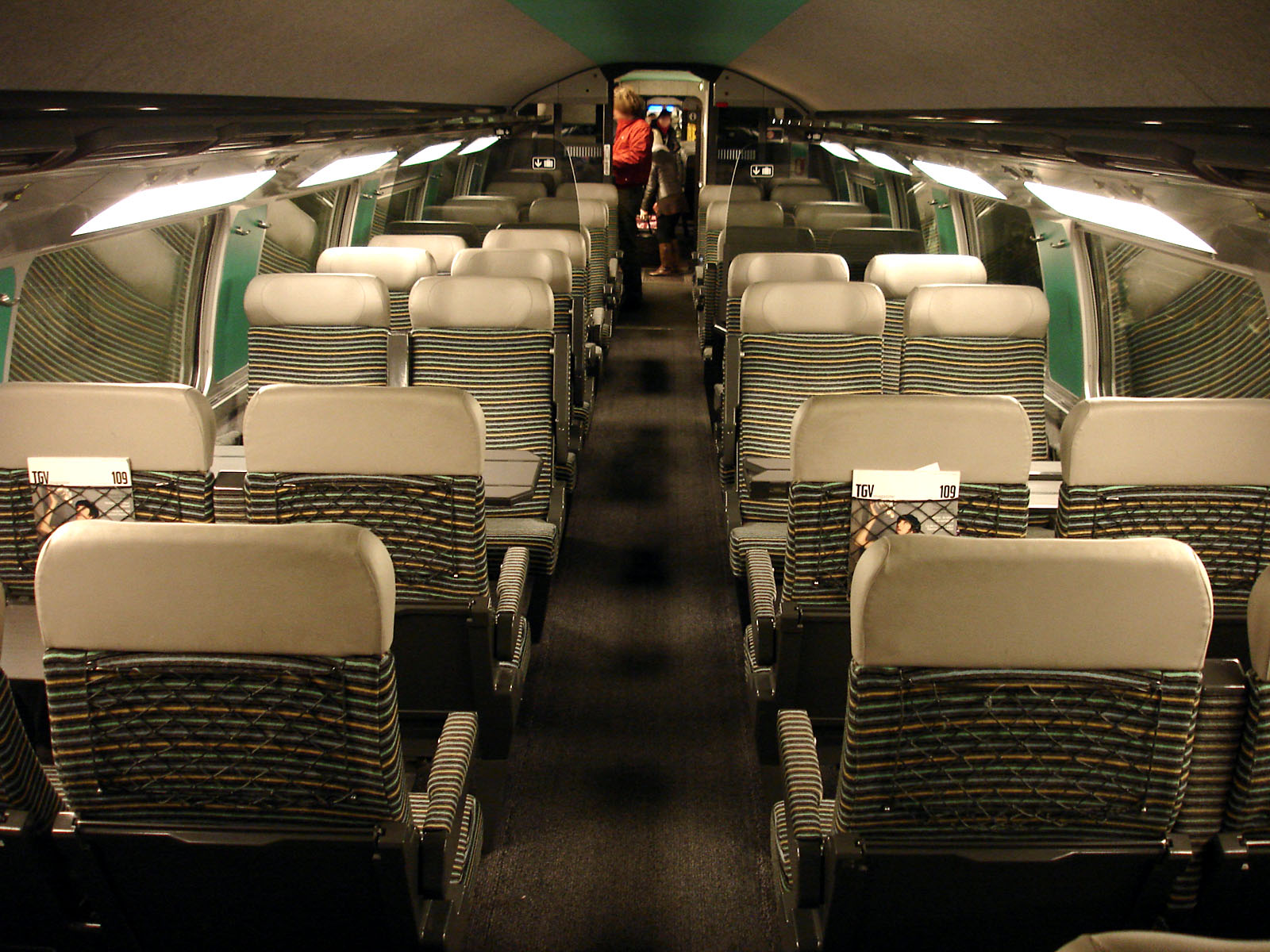
2등석 내부
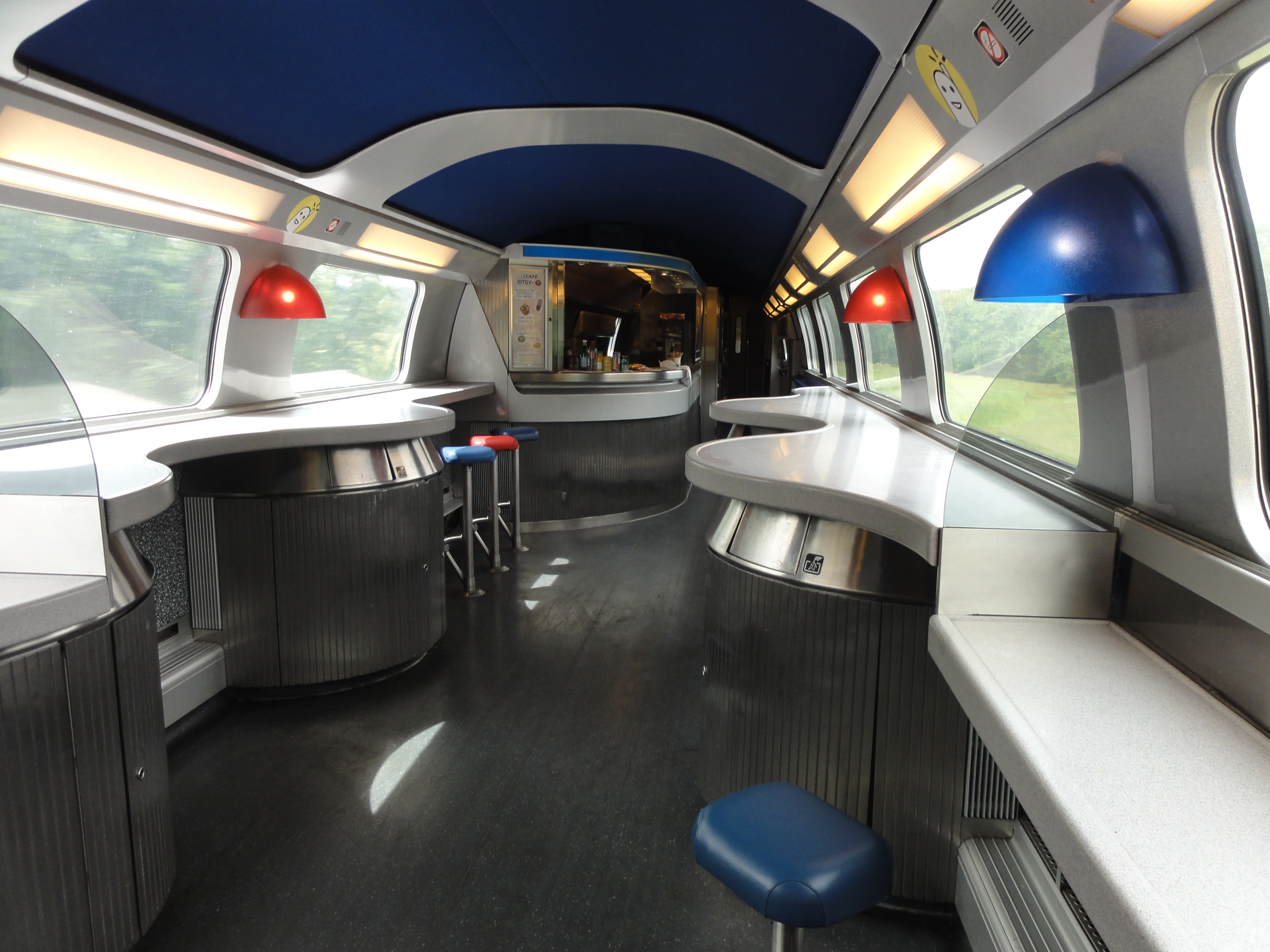
카페차 내부
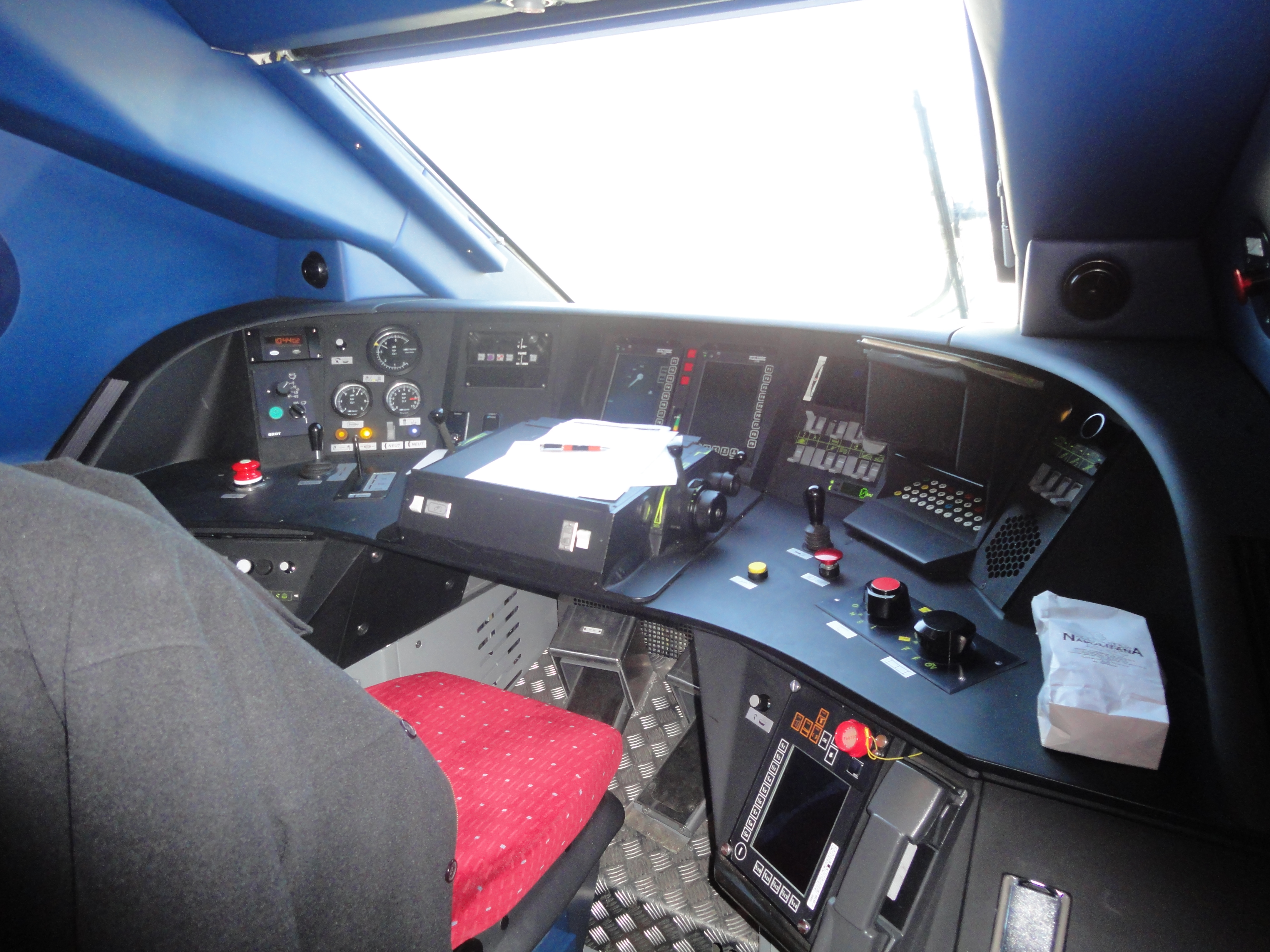
운전석 내부